# Zbrodnia w Majdanie (powiat koszyrski)
Zbrodnia w Majdanie – zbrodnia we wsi Majdan, w powiecie koszyrskim w dawnym województwie poleskim, popełniona 23 sierpnia 1943 roku na co najmniej 139 Polakach. Sprawstwo zbrodni nie zostało jednoznacznie rozstrzygnięte. Śledztwo IPN jako sprawców wskazało nacjonalistów ukraińskich, bez podania ich nazwisk i przynależności organizacyjnej.

## Przed zbrodnią
Przed wojną Majdan był wsią mieszaną polsko-ukraińską z przewagą Polaków. Przed zbrodnią aktywność ukraińskich nacjonalistów wzbudzała u Polaków obawy o życie, w związku z czym nocowali oni poza domem, spodziewając się ataku na wieś nocą.
Według wspomnień Mikołaja Kunickiego, którego oddział polsko-sowieckiej partyzantki działał na Polesiu wołyńskim, 13 sierpnia 1943 roku Polacy z Majdanu zwrócili się do niego z prośbą o ochronę przed spodziewanym atakiem ukraińskich nacjonalistów. Kunicki przybył z oddziałem do wsi 18 sierpnia proponując mieszkańcom ewakuację. Według Kunickiego 19 sierpnia jego oddział odparł atak oddziałów banderowskich na Majdan, a następnie opuścił wieś z 70-80 jego polskimi mieszkańcami. Pozostali nie opuścili wsi posiadając jakoby gwarancje bezpieczeństwa od Ukraińców.

## Zbrodnia
Rano 23 sierpnia 1943 roku Majdan został zajęty przez oddziały ukraińskie. Przybysze spędzili Polaków do budynku szkoły pod pretekstem zebrania. Według wspomnień Kunickiego, oświadczyli zebranym, że zamierzają zbudować we wsi podziemny spichlerz. Do wykonania wykopu, mającego znajdować się w stodole Antoniego Zajączkowskiego, wybrali 10 mężczyzn.
Według ustaleń śledztwa IPN mieszkańcy Majdanu byli przyprowadzani do stodoły po kilku, mordowani ostrymi narzędziami i wrzucani do wykonanego wykopu. Do próbujących uciekać strzelano z broni palnej. Po zabiciu mieszkańców wioskę ograbiono i spalono. Nieco inną wersję mordu zawierają wspomnienia Mikołaja Kunickiego. Według niego druga dziesiątka mężczyzn przyprowadzona na egzekucję, zobaczywszy ciała pierwszych zabitych podjęła próbę ucieczki, ostatecznie zakończonej powodzeniem w przypadku dwóch osób. Aby udaremnić ucieczkę, sprawcy użyli broni palnej, co zaalarmowało Polaków zamkniętych w szkole. Część z nich próbowała uciec przez okna i przedrzeć się przez kordon oprawców, co udało się kilku osobom. Pozostali zabarykadowali się w budynku, jednak po włamaniu się sprawców do środka zostali siłą wyprowadzeni i zabici przy użyciu broni białej w stodole Zajączkowskiego. Ich ciała wrzucono do dołu a stodołę podpalono dla zatarcia śladów. Kunicki sprawstwo zbrodni przypisał UPA.

## Śledztwo i upamiętnienie ofiar
W latach 60. w wyniku starań Wacława Klimaszewskiego, partyzanta z oddziału Kunickiego, którego żona zginęła w Majdanie, władze sowieckie postawiły w miejscu zbrodni obelisk z nazwiskami zabitych. Napis na obelisku głosił: Tu 23 sierpnia 1943 roku krwawymi rękami ukraińskich burżuazyjnych nacjonalistów zakatowano 139 mieszkańców wsi Majdan.
Śledztwo w sprawie zbrodni przeciwko ludzkości polegającej na zabójstwie co najmniej 139 osób w Majdanie prowadziła Okręgowa Komisja Ścigania Zbrodni przeciwko Narodowi Polskiemu w Szczecinie. Śledztwo potwierdziło narodowościowe podłoże zbrodni dokonanej przez nacjonalistów ukraińskich, której celem była eliminacja Polaków. Z powodu niewykrycia sprawców śledztwo zostało umorzone.